# Neoheteronyx transversopolitus
Neoheteronyx transversopolitus är en skalbaggsart som beskrevs av Lea 1924. Neoheteronyx transversopolitus ingår i släktet Neoheteronyx och familjen Melolonthidae. Inga underarter finns listade i Catalogue of Life.